# Tregellasia leucops
Tregellasia leucops е вид птица от семейство Petroicidae.

## Разпространение
Видът е разпространен в Австралия, Индонезия и Папуа Нова Гвинея.